# Ted Drake
Edward Joseph "Ted" Drake (ur. 16 sierpnia 1912 w Southampton, zm. 30 maja 1995 w Raynes Park) – angielski piłkarz i trener piłkarski.

## Kariera piłkarska
Pierwsze piłkarskie kroki stawiał w amatorskim Winchester City F.C. Później występował w Southampton i Arsenalu.

### Southampton
W 1931 roku ówczesny szkoleniowiec Southamptonu George Kay wykupił Drake'a z Winchester. Zadebiutował on w drużynie 14 listopada 1931 roku w meczu ze Swansea Town. W swoim pierwszym sezonie w barwach Świętych wystąpił w 33 meczach i zdobył 20 goli. Wkrótce zapragnął mieć go w swoim składzie trener Arsenalu Herbert Chapman. Southampton nie chciało jednak sprzedać swojej gwiazdy. W spotkaniu z Bradford City inaugurującym sezon 1933/1934 Drake strzelił hat-tricka. Sezon ten zakończył z dorobkiem 22 bramek.
W 1934 roku trener Arsenalu, George Allison złożył za Drake'a ofertę w wysokości 6,5 tysiąca funtów. Southampton, które miało wówczas problemy finansowe, zgodziło się sprzedać Anglika, który w 71 spotkaniach zdobył 47 bramek.

### Arsenal
Swój pierwszy mecz dla nowego klubu rozegrał 24 marca 1934 roku przeciwko Wolves. W debiutanckim sezonie strzelił 42 bramki w 41 meczach. Do dziś żaden zawodnik Arsenalu nie zdobył więcej goli w jednym sezonie. W czterech spotkaniach zdobywał po cztery gole (przeciwko Birmingham, Chelsea, Wolves i Middlesbrough). W trzech strzelał hat-tricka.
W meczu z Aston Villą 14 grudnia 1935 roku na Villa Park zdobył wszystkie 7 bramek (spotkanie zakończyło się wynikiem 7:1 dla Kanonierów).
W sumie rozegrał w Arsenalu 182 oficjalne mecze, w których zdobył 136 goli. W klasyfikacji najlepszych strzelców Kanonierów wszech czasów zajmuje piąte miejsce.

## Mecze i gole w reprezentacji
Ted Drake w reprezentacji Anglii zadebiutował 14 listopada 1934 roku, w meczu zwanym Bitwą o Highbury i zdobył jedną z trzech bramek. W sumie, w kadrze wystąpił pięć razy i zdobył sześć goli.
| #  | Data              | Miejsce         | Mecz                       | Wynik | Bramki | Rozgrywki                 |
| -- | ----------------- | --------------- | -------------------------- | ----- | ------ | ------------------------- |
| 1. | 14 listopada 1934 | Highbury        | Anglia - Włochy            | 3:2   |        | British Home Championship |
| 2. | 6 lutego 1935     | Goodison Park   | Anglia - Irlandia Północna | 2:1   |        | British Home Championship |
| 3. | 5 lutego 1936     | White Hart Lane | Anglia - Walia             | 3:0   |        | British Home Championship |
| 4. | 2 grudnia 1936    | Highbury        | Anglia - Węgry             | 6:2   |        | mecz towarzyski           |
| 5. | 26 maja 1938      | Colombes        | Francja - Anglia           | 2:4   |        | mecz towarzyski           |

## Kariera trenerska
Po zakończeniu kariery piłkarskiej został trenerem. Był szkoleniowcem Hendon (1946-1947), Reading (1947-1952) oraz Chelsea (1952-1961). Z The Blues w 1955 roku zdobył mistrzostwo Anglii; był pierwszym, któremu udało się zdobyć to trofeum jako piłkarzowi i trenerowi.

## Sukcesy

### Piłkarz
Arsenal
- Mistrzostwo Anglii - 1935, 1938
- Puchar Anglii - 1936

### Trener
Chelsea
- Mistrzostwo Anglii - 1955